# Wyślepek żółtonogi
Wyślepek żółtonogi (Conops flavipes) – gatunek muchówki z podrzędu krótkoczułkich i rodziny wyślepkowatych.
Gatunek ten opisany został w 1758 roku przez Karola Linneusza.
Muchówka o smukłym ciele długości od 9 do 13 mm. Głowa jej ma  duże, żółte plamy na bokach czarnego czoła, natomiast pozbawiona jest czarnych plam na policzkach. Żółta twarz ma listewki przyoczne i brzegi otworu gębowego porośnięte srebrzystym opyleniem. Ryjek jest długi, ciemny. Tułów ma brunatnoczarne śródplecze, głównie lub całkowicie czarną tarczkę, żółte guzy zaskrzydłowe oraz pozbawiony jest srebrnych pasów na bokach. Odnóża są żółte z czarnymi włoskami i czarnymi, srebrno opylonymi biodrami, szeroko zaczernionymi udami oraz przyciemnionymi stopami. Czarny odwłok ma żółte przepaski na tylnych krawędziach segmentów. Narządy rozrodcze cechuje duża teka.
Owad znany z Hiszpanii, Andory, Wielkiej Brytanii, Francji, Belgii, Holandii, Niemiec, Danii, Szwecji, Szwajcarii, Włoch, Polski, Litwy, Czech, Słowacji, Węgier i Rumunii. Larwy są pasożytami trzmiela kamiennika i murarek.